# 吻合
吻合（ふんごう）は、一般用語としては何かがピッタリと合致するという意味であり、解剖学では血管に関して、外科学の分野では手術に関して、用いられる専門用語である。

## 解剖学
解剖学の分野における吻合とは、心臓や毛細血管を介さずに、血管同士が直接連絡している場所のことである。血管に存在する吻合は、血液循環経路の冗長系として機能するだけではなく、体温調節にも関わるなど、重要な役目を果たしている。

### 動脈吻合
動脈が毛細血管に接続する前に動脈同士に存在する吻合を動脈吻合と呼び

、例えば、大脳動脈輪が知られる。動脈吻合が存在することによって、仮に1本の小規模な動脈が何らかの原因で閉塞するなどしても、吻合を通して血液が供給されるために、虚血による障害が生じにくい。この閉塞した部位をバイパスして血液を供給するようになった吻合を含む血管を側副血行路と呼ぶ
。
つまり、動脈吻合は、動脈の冗長系として機能する。なお、動脈吻合は全ての動脈に存在するわけではなく、吻合を持たない動脈を終動脈と呼ぶ
。
当然ながら、終動脈が閉塞した場合は、その動脈が血液を供給している範囲に深刻な影響を及ぼし、虚血による壊死などが発生する。

### 静脈吻合
静脈同士に存在する吻合を静脈吻合と呼び、動脈よりも静脈に吻合は多く見られることが知られている。静脈には、吻合が緻密に連結し合って立体的な網目構造を形成している場所すら存在し、そのような場所は静脈叢と呼ぶ
。

### 動静脈吻合
以上の他に、動脈が毛細血管に接続する前に、静脈へと接続する吻合、すなわち、毛細血管をバイパスする吻合も存在し、これを動静脈吻合と呼ぶ
。
動静脈吻合は、特に皮膚で発達していることが知られている
。
皮膚に存在する動静脈吻合は体温調節に利用されており、気温の上昇や、体温の上昇によって、外部に熱を多く放散させたい時に、この吻合を開くという制御が行われている
。
動静脈吻合が開かれると、動脈から供給された血液は、皮膚の存在する静脈叢へと一気に流れ込む
。
この結果、体表付近へと多量の血液が次々と供給されるようになるために、動脈を流れる血液が身体の深部から運んできた熱は、より効率的に体表から放散される
。

## 外科学
外科学の分野における吻合術（単に吻合とも呼ばれる）とは、手術における手技の1つとして、元々は分離している血管や神経などを人工的に接続することを言う。特に循環系改善のために行われる血管吻合手術をシャント術と呼ぶ。一方で、単に傷口を縫い合わせることは縫合と呼ばれる。

## 日本語
日本語において吻合は、元々、上唇と下唇とをくっつけることができるという意味であり、何かがピッタリと合致するといった意味で用いられる日本語である

。